# Стара Гута (Шосткинський район)
Стара Гу́та — село в Україні, у Середино-Будській міській громаді Шосткинського району Сумської області. До 2020 орган місцевого самоврядування — Старогутська сільська рада.
Населення становить 442 осіб.

## Географія
Село Стара Гута знаходиться на березі річки Уличка, вище за течією на відстані 3,5 км розташоване село Нова Гута, нижче за течією на відстані 1,5 км розташоване село Василівка. Село оточене великим лісовим масивом (сосна, береза). За 3 км від села проходить кордон з Росією.
На північно-східній околиці села річка Грузька впадає у річку Уличку.

## Символіка
На гербі зображений герб родини Кочубеїв - серце з двома хрестами на синьому тлі, з якими пов'язана історія села. Дві склодувні трубка символізують Кочубеївський склодувний завод, що діяв у селі Нова Гута і був одним з найбільших підприємств своєї галузі в Чернігівській губернії. Склодувні трубки також вказують на назву села - гуту (герб є промовистим).

## Історія
Стара Гута була заснована в кінці XVII — на початку XVIII століття Василем Леонтійовичем Кочубеєм (бл. 1640 — 15.07.1708), генеральним суддею Малоросійського генерального суду (1699—1708), який до призначення на зазначену посаду служив військовим канцеляристом в Військовій Генеральній канцелярії, регентом Генеральної військової канцелярії (1681) і генеральним писарем (1687—1699).
Василь Кочубей підтримував дружні стосунки з Іваном Мазепою і користувався його покровительством і підтримкою. 10 квітня 1694 р. він отримав від нього «до потреби і вигоди господарської місце в повіті Новгородському, на річці Уличка, на заняття хутора», а через якийсь час поселив на ньому хутір Улицю і побудував поруч з ним гуту, яка вперше згадується в універсалі гетьмана Мазепи від 1 квітня 1705 р.
У 1704 році Кочубей посварився з Мазепою і в лютому 1708 разом з полтавським полковником Іваном Іскрою написав на нього донос Петру I, в якому повідомив про намір гетьмана відокремитися від Росії і прилучитися до Польщі. Однак Петро I їм не повірив і наказав стратити донощиків, а всі їхні маєтки відібрати.
15 липня 1708 Іван Мазепа виконав розпорядження царя і стратив Кочубея та Іскру. Проте вже в жовтні 1708 Петро I переконався в правдивості їх доносу і, вшанувавши «сльозою пам'ять страждальців невинних», повелів перепоховати їх у Києво-Печерській лаврі, а їх сім'ям повернути відібрані маєтки.
Виконуючи волю царя, Іван Скоропадський 15 грудня 1708 повернув дружині Кочубея Любові Федорівні (уродженої Жученко) і його синам Василю та Федору слобідку Улицю (Стару Гуту) та інші їх маєтки, а 12 березня 1710 Петро I закріпив їх за ними царською грамотою.
Незабаром після цього Кочубеї розділили між собою повернені маєтки і виділили Стару Гуту молодшому сину Василя Кочубея — знатному військовому товаришу Федору Васильовичу Кочубею, який, за оцінкою А. М. Лазаревського, ставився до розряду людей, «які, спираючись на значення своїх батьків, нерідко дозволяли собі жахливі насильства не тільки над своїми підданими, а й над козаками». За переписом 1723 за ним в Старій Гуті значилося 30 хат.
Після смерті Федора Кочубея, яка настала наприкінці 1729, Стару Гуту успадкував його старший брат — полтавський полковник Василь Васильович Кочубей (? — 21.08.1743), а від нього вона перейшла до його сина — бунчукового товариша Василя Васильовича Кочубея, який служив в 1768 −1779 рр. Глухівським підкоморієм і предводителем дворянства Глухівського повіту.
На момент проведення Румянцевим опису Малоросії 1765—1768 рр. за В. В. Кочубеєм в Старій Гуті значилося 46 дворів і 52 бездворових хати. 37 з них належали ремісникам: бондарям, ковалям, котлярам, колеснікам, слюсарям, столярам і гутникам, а 26 — винокурам. Винокури мали у власності 33 винокурних котла і жили багатше своїх односельців. Найбільш заможними серед них вважалися Трохим Козлов і Гаврило Цінбалістий. Чимало в селі було і незаможних жителів, які жили на власницької землі, користувалися невеликими садибними наділами і «харчувалися заробітками по людях».
До часу проведення Румянцевського опису Стара Гута входила до складу Гутянської економії Кочубеїв, яка включала в себе Стару Гуту, Нову Гуту, Берізку і хутір Березівський. При економії працювало п'ять винокурень, чотири з яких перебували в Старій Гуті, одна на панському дворі, інша — близько млинової греблі, а третя і четверта — поруч з садибою Кочубеїв. Взимку винокурні працювали на 24 котлах, а влітку на 6 і виробляли від 120 до 150 бочок горілки на рік. У економії працювала скляна фабрика на якій виготовлялося скло різного сорту в зимовий час.
У Старій Гуті знаходився «приїжджий дім» Кочубеїв, що складався з декількох кімнат, обклеєних паперовими шпалерами, а недалеко від нього — Кочубеївська пуща, великий масив соснового лісу, який мав у окружності близько 63 верст. Акварельний план пущі, виготовлений у 40-их роках XVIII століття на замовлення В. В. Кочубея, в даний час зберігається в Державному архіві давніх актів у Москві. На ньому зображена «слобідка полковника Кочубея» на річці Уличка, два скляні «заводи» — «Стара гута» і «Нова гута»; біля «старої гути» — церква, «палац» (садиба) Кочубея і гребля з млином. На річці Зноб позначений «палац» Кочубеїв, оточений хатами, селище на урочищі Крутий Лог (Берізка) і млин, а в лісі — «дігтярні», «криниця» та «хутір Братовецький».
Після смерті В. В. Кочубея Стара Гута перейшла за заповітом до його сина — предводителя дворянства Глухівського повіту Василя Васильовича Кочубея (бл. 1750 — 03.1800), а після нього — до його дружини Олени Василівни Туманської і трьом синам: Олександру, Дем'яну і Аркадію.
Навесні 1826 Кочубеї розділили між собою успадковані маєтки і закріпили Стару Гуту за молодшим сином спадкодавця — таємним радником Аркадієм Васильовичем Кочубеєм, а після смерті Є. В. Туманської затвердили вказаний розділ через Глухівський земський суд.
За час володіння Старої Гутою А. В. Кочубей побудував у селі бурякоцукровий завод з трьома гідравлічними пресами (1855), запустив гуральню і відновив завод з виробництва скляних виробів, на якому на початку 50-х років XIX століття вироблялося продукції на суму до 8000 руб. сріблом.
На Кочубеївському скляному заводі методом вільного дуття виробляли різноманітну скляний посуд, пляшки для вина, горілки, ліків тощо, які мали стійкий попит на території України, Росії і в деяких зарубіжних країнах. На початку 1860-х років завод був одним з найбільших підприємств своєї галузі в Чернігівській губернії і виробляв 50638 пляшок на рік на суму 9713 руб. (1860).
Напередодні скасування кріпацтва, 1859 року у власницькому селі Новгород-Сіверського повіту Чернігівської губернії мешкало 848 осіб (389 чоловічої статі та 365 — жіночої), налічувалось 179 дворових господарств, існувала православна церква, бурякоцукровий і винокурний заводи. 410 мешканців були кріпаками, що належали А. В. Кочубею
Після смерті А. В. Кочубея, що настала 4 березня 1878, його володіння в Старій Гуті успадкував його син — таємний радник і голова імператорського Російського технічного товариства Петро Аркадійович Кочубей (17.06.1825 — 15.12.1892), а від нього вони перейшли до його сина, Глухівського повітового ватажка дворянства з 1896 по 1905 рр. Василя Петровича Кочубея.
У пореформений час в Старій Гуті працювали невелика олійниця з виробництва конопляної олії (1869) Трохима Григоровича Шульгіна, лісопильний завод Павла Олексійовича Гаврилова, скипидарний завод Тайковского, цегельний завод, 5 крамниць з продажу промислових та продовольчих товарів, 2 водяні млини і 1 крупорушка.
Станом на 1886 у колишньому власницькому селі Протопопівської волості мешкало 1165 осіб налічувалось 185 дворових господарств, існували православна церква, школа, 5 лавок, 2 водяних млинів, крупорушка, маслобійний і цегельний заводи, відбувався щорічний ярмарок.
За даними на 1893 рік у поселенні мешкало 1213 осіб (558 чоловічої статі та 550 — жіночої), налічувалось 187 дворових господарства.
За переписом 1897 року кількість мешканців зросла до 1325 осіб (685 чоловічої статі та 640 — жіночої), з яких 1313 — православної віри.
У 1912 році в селі функціонували три лісопильних заводи: Василя Петровича Кочубея, на якому працювали 23 робітників і вироблялося продукції на 39120 руб. на рік; братів Ратнер: Меєра Ароновича, Берка Ароновича і Залмана Ароновича, на якому було зайнято 20 робітників і вироблялося продукції на 34000 руб. на рік і завод Олександра Васильовича Стьопіна, на якому працювали 25 робітників. Усі заводи були оснащені паровими двигунами і виготовляли дошки, бруси, опалубки та інші вироби з деревини, які відправлялися по відкритій в 1912 році вузькоколійній залізниці в різні регіони країни. До революції Стара Гута була великим населеним пунктом і в 1897 році нараховувала 202 двори, в яких проживало 1222 жителя. Землі всім не вистачало, і в кінці ХІХ століття 36 Старогутський і Новогутскіх сімей виїхали для переселення в Станову волость Челябінського повіту Оренбурзької губернії.
Здавна, до проведення Румянцевьского опису Малоросії 1765—1768 рр., в селі вже діяла дерев'яна Воскресенська церква, при якій функціонували церковно-приходська школа і госпіталь. З часом церква занепала, і її двічі, в 1837 і в 1898 рр., оновлювали.
У 1873 році в Старій Гуті було відкрито однокласне початкове народне училище Міністерства народної освіти Росії, яке знаходилося у власному приміщенні, яке складалося з трьох класних кімнат і однієї кімнати для вчителя. За училищем була закріплена одна десятина землі, на якій вирощувалися плодові культури та овочі. У 1901 році в училищі навчалося 79 учнів. У 1912 році Новгород-Сіверське земство побудувало в селі нову школу на 150 учнів, яка складалася з 4 класних кімнат загальною площею 220 квадратних метрів, учительськоъ кімнати, просторого коридору і кімнати для прибиральниці.
12 червня 2020 року, відповідно до Розпорядження Кабінету Міністрів України № 723-р «Про визначення адміністративних центрів та затвердження територій територіальних громад Сумської області» увійшло до складу Середино-Будської міської громади.
19 липня 2020 року,  в результаті адміністративно-територіальної реформи та ліквідації Середино-Будського району, село увійшло до Шосткинського району.

#### Російське вторгнення в Україну (з 2022)
28 липня 2024 року село знову обстріляли російські агресори. Зафіксовано 1 вибух, ймовірно скид ВОГ з БПЛа.   
5 серпня 2024 року війська російського агресора обстріляли село. Зафіксовано 2 вибухи, ймовірно ствольна артилерія 122 мм.    
11 серпня 2024 року село обстріляв агресор. Як повідомили в оперативному командуванні «Північ» зафіксовано 10 вибухів, ймовірно міномет 120 мм.    
14 серпня 2024 року село зазнало чергової атаки агресора. Оперативне командування «Північ» зафіксувало 2 вибухи, ймовірно ствольна артилерія 122 мм.    

## Пам'ятки
«Деснянсько — Старогутський» — національний природний парк знаходиться на території Середино — Будського району на кордоні з Російською Федерацією.
Багатий рослинний світ національного природного парку, тут зростає 19 видів рослин, які занесено до Червоної книги України, 30 видів рослин, що охороняються на території Сумської області. З тварин тут можна зустріти бурого ведмедя, рись, оленя, лося, дикого кабана, вовка, лисицю. З дрібних комахоїдних в заболочених місцях зрідка зустрічається мала кутора — тваринка, що занесена до Червоної книги України. На території парку дуже багато птахів. Тут можна зустріти надзвичайно рідкісну сову — сичика- горобеця. Дуже рідкісним птахом є чорний лелека. Справжньою окрасою парку є глухар, тетерук, рябчик.

## Відомі люди

### Відомі уродженці
- Коваленко Анатолій Андрійович — кандидат юридичних наук, доктор політичних наук, професор (2004); президент Громадського фонду Святого Андрія Первозваного, член президії Асоціації місцевих і регіональних влад України; депутат Київської міськради від Блоку Віталія Кличка, народний депутат України 2 скликання.